# Neivamyrmex crassiscapus
Neivamyrmex crassiscapus är en myrart som beskrevs av Charles James Watkins 1990. Neivamyrmex crassiscapus ingår i släktet Neivamyrmex och familjen myror. Inga underarter finns listade i Catalogue of Life.